# Communauté d'agglomération du Nord Grande-Terre
La communauté d'agglomération du Nord Grande-Terre (CANGT) est une communauté d'agglomération française, située en Guadeloupe, à la fois région d'outre-mer et département d'outre-mer (code 971) français.

## Histoire
La communauté d'agglomération a été créée par un arrêté préfectoral du 1er janvier 2014,.

## Territoire communautaire

### Géographie
La communauté d'agglomération est située dans la moitié nord de l'île de Grande Terre. 

### Composition
La communauté d'agglomération est composée des 5 communes suivantes :

| Nom                | Code Insee | Gentilé        | Superficie (km2) | Population (dernière pop. légale) | Densité (hab./km2) |
| ------------------ | ---------- | -------------- | ---------------- | --------------------------------- | ------------------ |
| Port-Louis (siège) | 97122      | Port-louisiens | 44,24            | 5 591 (2022)                      | 126                |
| Anse-Bertrand      | 97102      | Ansois         | 62,5             | 4 232 (2022)                      | 68                 |
| Morne-à-l'Eau      | 97116      | Mornaliens     | 64,5             | 15 839 (2022)                     | 246                |
| Le Moule           | 97117      | Mouliens       | 82,84            | 22 924 (2022)                     | 277                |
| Petit-Canal        | 97119      | Canaliens      | 70,5             | 8 206 (2022)                      | 116                |

### Démographie
| 1967   | 1974   | 1982   | 1990   | 1999   | 2008   | 2013   | 2019   |
| ------ | ------ | ------ | ------ | ------ | ------ | ------ | ------ |
| 48 838 | 49 186 | 46 014 | 51 127 | 56 336 | 56 694 | 58 424 | 56 466 |

## Organisation

### Siège
Le siège de l'intercommunalité est à Port-Louis, rue Gambetta.

### Élus
La communauté d'agglomération est administrée par son conseil communautaire, composé de conseillers communautaires représentant chacune des 5 communes membres. À la suite des élections municipales et communautaires de mars 2020, le conseil communautaire sera composé de 40 membres répartis comme suit :
| Nombre de conseillers | Communes      |
| --------------------- | ------------- |
| 16                    | Le Moule      |
| 12                    | Morne-à-l'Eau |
| 5                     | Petit-Canal   |
| 4                     | Port-Louis    |
| 3                     | Anse-Bertrand |

### Présidence
| Période         | Période         | Identité                | Étiquette | Qualité |
| --------------- | --------------- | ----------------------- | --------- | --- |
| janvier 2014    | 12 juillet 2020 | Gabrielle Louis-Carabin | DVG       | Maire du Moule (1989 → ) Députée de la Guadeloupe (2e circ.) (2002 → 2017) Conseillère générale du Moule-1 (2011 → 2015) Réélue pour le mandat 2014-2020 |
| 13 juillet 2020 | en cours        | Jean Bardail            | DVG       | Conseiller régional de la Guadeloupe (2015 → ) Conseiller général de la Guadeloupe ( → 2016) Maire de Morne-à-l'Eau (2020 → )                            |

### Compétences
La communauté d'agglomération exerce les compétences qui lui ont été transférées par les communes membres, dans les conditions déterminées par le code général des collectivités territoriales. Il s'agit de : 
- Développement économique ;
- Aménagement de l'espace communautaire (transports urbain et scolaire compris) ;
- Équilibre social de l'habitat ;
- Politique de la ville dans la communauté.
- Voirie d'intérêt communautaire ;
- Eau, assainissement des eaux usées ;
- Protection et mise en valeur de l'environnement et du cadre de vie (dont collecte et traitement des déchets).
- Sentiers de découverte à caractère touristique de la Boucle de la Grande-Terre ;
- Atelier de transformation agroalimentaire couplé d'une cuisine centrale[8].

### Régime fiscal et budget
La CANGT est un établissement public de coopération intercommunale à fiscalité propre.
Comme toutes les communautés d'agglomération, elle est financée par la fiscalité professionnelle unique (FPU), qui a succédé à la Taxe professionnelle unique (TPU), et qui assure une péréquation fiscale entre les communes regroupant de nombreuses entreprises et les communes résidentielles. Elle perçoit également des taxes adtionnelles aux impôts locaux perçus par les communes.